# Dana Incorporated
Dana Incorporated es una compañía enfocada en la industria automotriz; es un proveedor estadounidense mundial de tecnologías de transmisión, sellado y gestión térmica. Fundada en 1904 y con sede en Maumee, Ohio, la compañía emplea a casi 29,000 personas en 34 países en seis continentes. En 2016, Dana generó ventas de casi $ 5.8 mil millones. La compañía está incluida en Fortune 500.

## Historia
1904

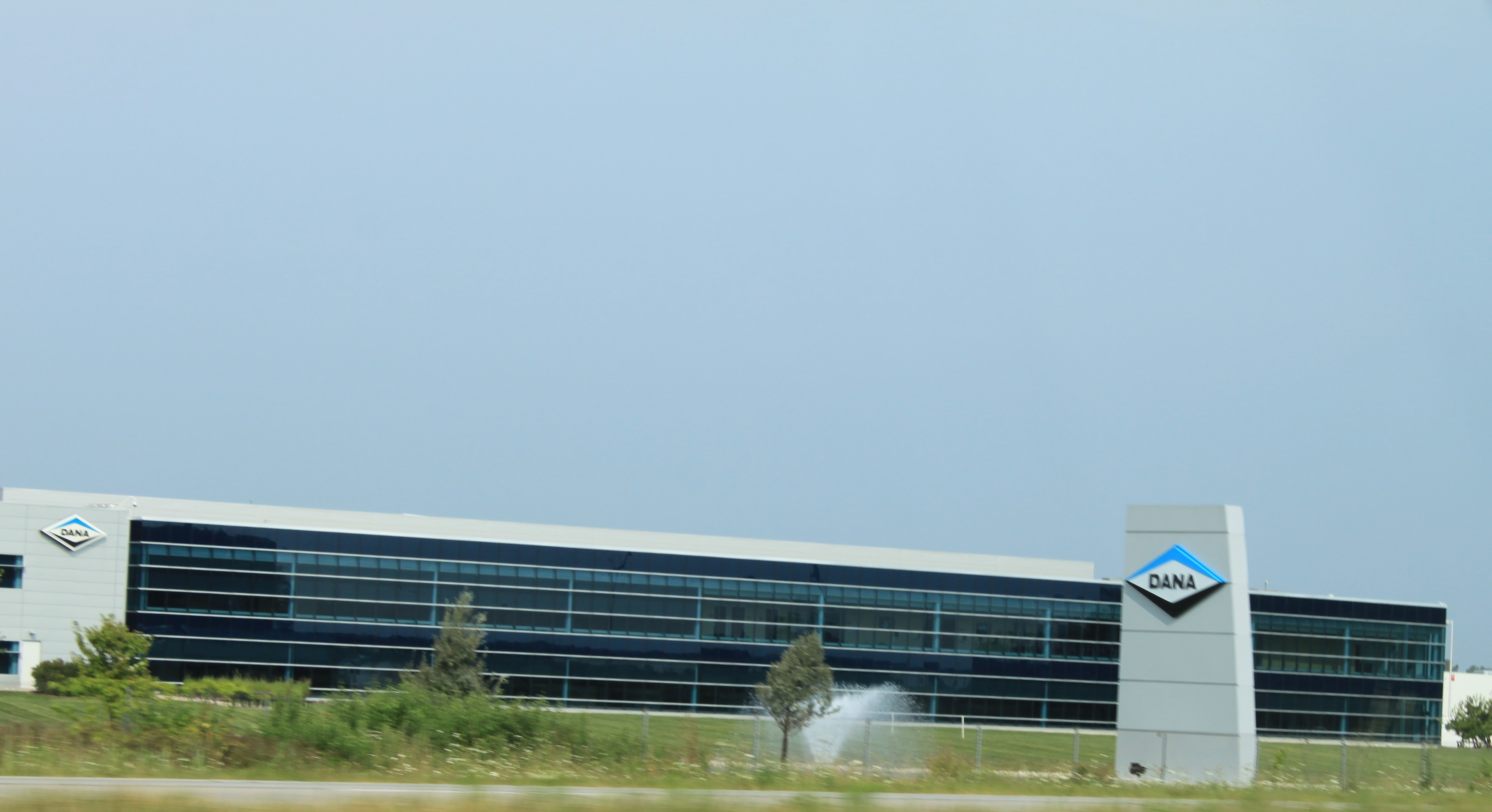
Sede corporativa de Dana, Maumee, OH

- Clarence W. Spicer, ingeniero, inventor y fundador de la compañía, comenzó a fabricar juntas universales en Plainfield, Nueva Jersey.
- Las primeras "articulaciones en U" de C.W. Spicer se envían a Corbin Motor Company en Connecticut.

1905
- Spicer Universal Joint Manufacturing Company incorporated. [1]

1906
- La lista de clientes crece para incluir a Buick., Olds Motor Works, Mack, Kelly-Springfield. y American Motors.

1909
- La empresa cambió su nombre a Spicer Manufacturing Company.

1910
- Spicer Manufacturing Company se trasladó a South Plainfield, Nueva Jersey. [1]

1914
- Charles Dana se unió a la compañía.

1916
- Charles Dana se convierte en presidente y tesorero.

1919
- Con la mirada puesta en el crecimiento más allá de las juntas universales, Charles Dana completa las adquisiciones de fabricantes de bastidores, transmisiones y ejes. Una de estas compañías, Salisbury Axle, en 1995 se convierte en la división Spicer Axle de Dana.

1922
- Spicer cotiza en la Bolsa de Nueva York.

1923
- Las ganancias aumentan considerablemente debido a la mayor producción de automóviles con un precio por debajo de $ 1,000 y la demanda de camiones por parte del gobierno de EE. UU.

1925
- Spicer se expande internacionalmente al tomar una participación en licencia en Inglaterra, Hardy, renombrado como Hardy Spicer.

1928
- Spicer traslada su sede y la mayoría de las operaciones a Toledo, Ohio, más cerca del centro de la industria automotriz de los Estados Unidos.

1931
- La Gran Depresión y los menores volúmenes de producción de vehículos afectaron las ventas y ganancias de Spicer. La compañía vuelve a ser rentable en 1933.

1938
- La última de 40 patentes de Clarence Spicer se emite el 20 de diciembre, menos de un año antes de que muera.
- Las ventas de automóviles, camiones y autobuses llegaron a su punto más bajo en la época de la Depresión, pero Spicer sigue siendo rentable.

1940
- A medida que los EE. UU. comienzan la movilización de guerra, la empresa se reorganiza para la producción de vehículos militares y otros materiales de guerra durante la Segunda Guerra Mundial.

1946
Dana se convirtió en presidente y tesorero, la compañía pasó a llamarse Dana Corporation en reconocimiento a los 32 años de liderazgo de Charles Dana. Spicer se convierte en la marca de los productos de transmisión de la compañía. 

- 50.º aniversario, Dana emplea 3,500 personas.

1954
- Dana expande sus operaciones internacionales a Sudamérica.

1956
- El New York Times declara que el diferencial Powr-Lok® de Dana está "entre las mejoras de ingeniería más importantes" en la historia del automóvil.

1957
- La compañía presenta el primer control de crucero en los modelos Chrysler de 1958.
- La compañía expande el negocio a los camiones pesados y fuera de la carretera y los mercados.

1961
- Las operaciones globales ahora se encuentran en Argentina, México, Japón, Suecia, Sudáfrica y España.

1962
- El concurso "Spicer Search" busca la transmisión más antigua de la compañía que aún está en funcionamiento. Una transmisión 1919 Model 50 Brown-Lipe, todavía en servicio en un camión, toma el gran premio.

1966
- Dana adquiere la empresa Victor Gasket Manufacturing, que se fundó en 1909.
- Charles Dana se retira como presidente y CEO después de 53 años de servicio continuo.

1967
- Dana conduce experimentos de conceptos de transmisión para vehículos eléctricos, décadas antes de la producción de automóviles híbridos y eléctricos.

1971
- Dana exporta productos a 123 países.

1974
- Dana breaks the $1 billion sales barrier.

1978
- Charles Dana es incluido en el Salón de la Fama del Automóvil.
- Dana supera los $2 mil millones en ventas anuales.

1979
- Dana celebra su 75.º aniversario.

1980
- Dana crece rápidamente en los campos de la energía electrónica, mecánica y fluida.

1982
- La división Spicer Driveshaft desarrolla el primer árbol de transmisión de aluminio de la industria que se estrena en el Chevrolet Corvette 1984.

1985
- Dana supera los $ 3 mil millones en ventas anuales.

1987
- Dana supera los $ 4 mil millones en ventas anuales.

1993
- Dana adquiere Reinz Company, fundada en 1920 y forma la nueva marca Victor Reinz para sus juntas, productos de sellado y escudos térmicos.

1995
- Clarence Spicer es incluido en el Salón de la Fama del Automóvil.
- Dana adquiere el grupo de ejes de GKN Driveline UK (Birfield / Hardy Spicer) a cambio de una parte de las empresas conjuntas en Argentina, Brasil y Colombia.
- Dana tiene 3.500 empleados en Asia; el negocio con fabricantes japoneses solo crece a $ 240 millones.

1996
- Dana adquiere Plumley Rubber Company en Paris, Tennessee, para reforzar su cartera de productos de sellado.

1997
- Dana hace su adquisición más grande en la historia de la compañía, comprando Componentes Clark-Hurth de Ingersoll-Rand para crear el Grupo de Componentes Off-Highway.

1998
- Dana adquiere Long Manufacturing (establecida en 1903), lo que agrega amplias capacidades de gestión térmica.

2000
- La División Spicer Driveshaft gana el Premio Nacional de Calidad Malcolm Baldrige.

2001
- Dana recibe el Premio de Ciudadanía Ford Motor Company en reconocimiento a sus esfuerzos de desarrollo de minorías, apoyo comunitario e iniciativas medioambientales.

2002
- Ford honra a Dana con un World Excellence Award como uno de los principales proveedores de la compañía en 2002.
- Volvo honra a Dana con el Premio de Excelencia.
- GM reconoce a Dana como proveedor del año 2002 por su tecnología de celdas de combustible.

2003
- Dana celebra su 100.º aniversario.
- Se abre un centro de ingeniería de 180,000 pies cuadrados en Toledo, Ohio.

2004
- Dana celebra su 100.º aniversario.

2006
- Dana se declaró en bancarrota.[3]

2007
- Dana canceló 150 millones de acciones durante la bancarrota.[4]

2009
- Dana vende su negocio de productos estructurales que incluye 10 plantas de fabricación a Metalsa, aproximadamente 2.800 trabajadores fueron trasladados a Metalsa.[5]

2010
- Dana amplía su posición de liderazgo en el mercado de transmisión de vehículos comerciales con una participación del 50 por ciento en Dongfeng Dana Axle Co., Ltd.
- Completa un acuerdo estratégico con SIFCO S.A., lo que convierte a Dana en el proveedor líder de transmisiones completas en América del Sur.

2011
- Dana presenta los ejes motrices en tándem Spicer® Pro-40™ con peso reducido y densidad de potencia mejorada para camiones pesados.
- Dana se asocia con Bosch Rexroth AG para desarrollar una transmisión variable hidromecánica para reducir el consumo de combustible en vehículos todo terreno.
- Recibió el galardón de Mejor Práctica de Frost & Sullivan por Innovación Tecnológica en el proceso patentado detrás de los árboles de transmisión de la Serie Spicer Diamond™.

2012
- Dana y Ford son honrados con el premio Automotive News PACE Innovative Partnership Award por brindar al mercado una tecnología térmica que mejora la eficiencia del combustible hasta en un 4 por ciento.

2013
- Se abre el Centro técnico Dana China, una instalación de 129,000 pies cuadrados en Wuxi, provincia de Jiangsu, China.

2014
- Apertura del Centro Técnico Dana India, una instalación de 90,000 pies cuadrados en Pune, India

2015
- Dana y Audi son galardonados con el premio Automotive Partnership Award 2015 de Automotive News por el desarrollo de las placas separadoras de cuerpo de válvula de acero multicapa Victor Reinz parcialmente revestidas.
- Dana abre su decimosexto centro tecnológico en Cedar Park, Texas, y la fábrica de engranajes Dana Spicer en Tailandia.

## Productos
Los productos clave incluyen ejes, ejes de transmisión, juntas universales y productos de sellado y gestión térmica.

### Ejes
- Dana 30
- Dana 35
- Dana 44
- Dana 50
- Dana 53
- Dana 60
- Dana 70
- Dana 80
- Dana S 110

### Suspensión
- Twin-Traction Beam

## Re-expresión
El 15 de septiembre de 2005, Dana reformuló sus estados financieros del segundo trimestre de 2005, principalmente para corregir el reconocimiento inapropiado de aumentos de precios en su negocio de vehículos comerciales durante el segundo trimestre. El 10 de octubre de 2005, Dana Corporation reformuló sus estados financieros de 2004, primer trimestre de 2005 y segundo trimestre de 2005 para corregir problemas relacionados con los precios de los clientes y las transacciones con proveedores en el negocio de vehículos comerciales de Dana.

## Divisiones
- Vehículo ligero
- Vehículo comercial
- Fuera de carretera
- Industrial
- Mercado de accesorios